# ژان گروندن
ژان گروندن (به انگلیسی: Jean Grondin) (متولد ۲۷ اگوست ۱۹۵۵) فیلسوف کانادایی است.
پژوهش‌های او عمدتاً در حوزه هرمنوتیک است.

## آثار
- هرمنوتیک، ژان گروندن، ترجمه محمدرضا ابوالقاسمی، تهران: نشر ماهی.[۲]
- از هایدگر تا گادمر در مسیر هرمنوتیک، ژان گروندن، ترجمهٔ محمدرضا حسینی بهشتی و سید مسعود حسینی، تهران: نشر نی، ۱۳۹۹[۳]
- درآمدی به علم هرمنوتیک فلسفی، ژان گروندن، ترجمهٔ محمدسعید حنایی کاشانی، تهران: مینوی خرد.
- درآمدی بر متافیزیک: از پارمنیدس تا لویناس، ژان گروندن، ترجمهٔ سعید تقوایی ابریشمی، تهران: نشر نی.[۴][۵]

- Kant et le problème de la philosophie: l’a priori (J. Vrin, 1989).
- L'universalité de l’herméneutique (PUF, 1993).
- Hans-Georg Gadamer: A Biography (Yale University Press, 2003).
- Du sens de la vie (Bellarmin, 2003).